# St. Nikolaus und Sylvester (Mammendorf)

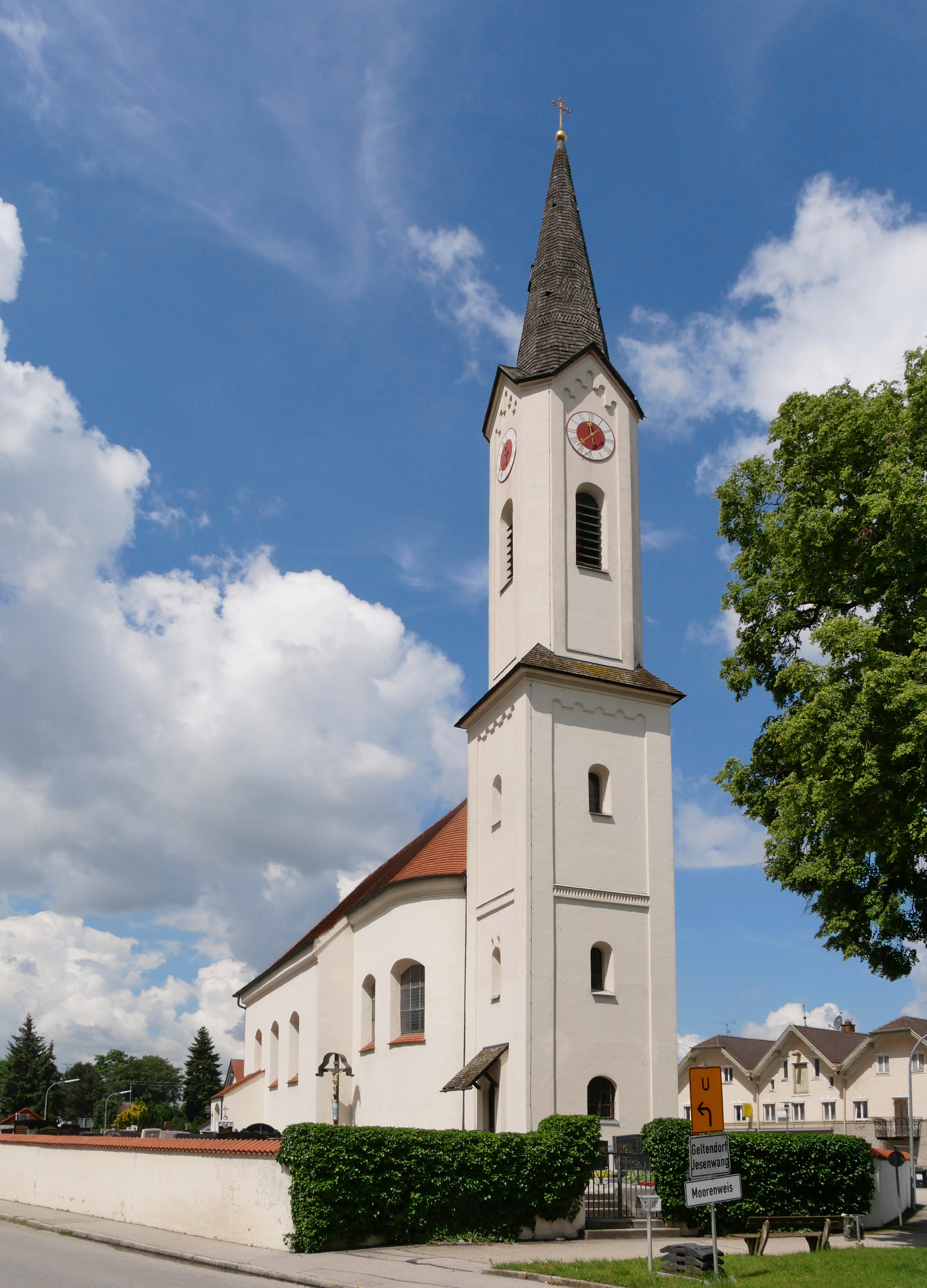
St. Nikolaus und Sylvester in Mammendorf

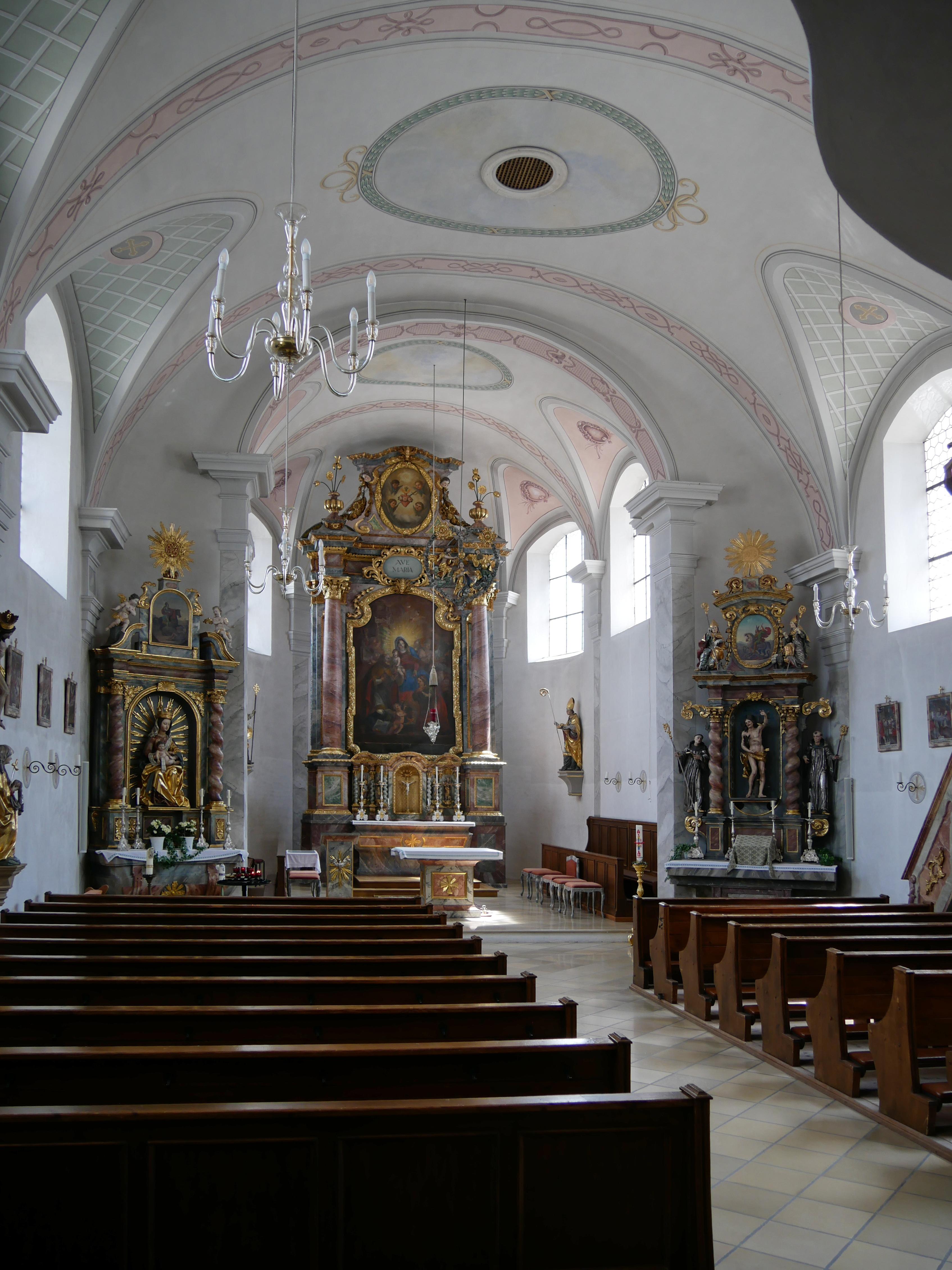
Innenraum

Die römisch-katholische Filialkirche St. Nikolaus und Sylvester steht in Mammendorf, einer Gemeinde im oberbayerischen Landkreis Fürstenfeldbruck. Das Bauwerk ist in der Liste der Baudenkmäler in Mammendorf als Baudenkmal unter der Nr. D-1-79-136-3 eingetragen. Die Kirche gehört zum Dekanat Fürstenfeldbruck im Erzbistum München und Freising.

## Beschreibung
Die barocke Saalkirche wurde 1763 erbaut. Sie besteht aus dem Langhaus, dem eingezogenen, halbrund geschlossenen Chor im Osten und dem 1856 gebauten neuromanischen Kirchturm, der das Halbrund des Chors tangiert. In seinem obersten Geschoss sind Glockenstuhl und Turmuhr eingebaut. Den Abschluss des Turms bildet ein spitzer Helm.
Zur Kirchenausstattung gehört ein aus einem abgebrochenen Kloster stammender Hochaltar. Er wird flankiert von den Skulpturen des Nikolaus von Myra und der Elisabeth von Thüringen, die Johann Sebastian Degler 1711 geschaffen hat. Auf dem Altarretabel befindet sich ein Marienbildnis.